# Cristina Ortiz
Cristina Ortiz (* 17. April 1950 in Salvador, Bahia) ist eine englische klassische Pianistin brasilianischer Herkunft.

## Leben
Cristina Ortiz war in Bezug auf das Klavierspiel ein Wunderkind. Sie begann das Klavierspiel im Alter von zwei Jahren und besuchte bereits mit acht Jahren das brasilianische Konservatorium von Rio de Janeiro. Sie absolvierte ein Aufbaustudium bei Magda Tagliaferro am Pariser Konservatorium. Kurz nach dem Ende ihres Pariser Studiums gewann sie 1969 den Dritten Internationalen Van-Cliburn Wettbewerb. Ortiz absolvierte weitere Aufbaustudien bei Rudolf Serkin am Curtis Institute of Music in Philadelphia.
Ortiz ließ sich in London nieder. Sie hat sich zu einer weltweit aktiven Rezitalistin, Konzertsolistin und Kammermusikerin entwickelt. Aufgrund ihrer temperamentvollen Interpretationen der Klavierwerke von Heitor Villa-Lobos, Manuel de Falla und Enrique Granados gilt sie als Fachfrau für brasilianische und spanische Klaviermusik. Ihr Repertoire ist aber viel umfangreicher und „umfasst alle Klavierkonzerte von Beethoven, Chopin, Liszt, Brahms und Rachmaninov, sowie 15 Klavierkonzerte von Mozart, drei von Prokofiev, und zahlreiche Solostücke dieser und anderer Komponisten aus dem spanischen und romanischsprachigen Raum.“ Als Kammermusikerin hat sie unter anderem mit den Violinisten Boris Belkin und Uto Ughi, dem Cellisten Antonio Meneses, dem Klarinettisten Dimitri Ashkenazy und mit verschiedenen Kammerensembles wie dem Chilingirian Quartett und dem Prague Wind Quintet zusammengearbeitet.
Ortiz hielt Meisterkurse für Klavier an der Juilliard School in New York und am Royal College of Music in London.
Ortiz hat über 30 Tonträgereinspielungen für Labels wie EMI, Decca, Collins Classics, Naxos, BIS realisiert.